# Sengiin Erdene
Sengiin Erdene (mongolisch Сэнгийн Эрдэнэ; * 7. Dezember 1929; † Januar 2000) war ein mongolischer Schriftsteller.

## Leben
Erdene, der 1929 als Sohn von Viehhütern geboren wurde, erlebte als Kind den Großen Terror, der sich auch gegen seine burjatische Familie richtete. Ab 1943 besuchte er eine Kadettenschule, und von 1949 bis 1955 studierte Erdene Medizin an der Staatsuniversität Ulan Bator. Bis 1959 als Psychiater tätig, war er danach Sekretär und Leiter der Prosasektion des Schriftstellerverbandes sowie von 1965 bis 1979 Chefredakteur der Zeitung „Kunst und Literatur“, in der er zahlreiche kritisch-essayistische Arbeiten publizierte. 1988 wurde er Vizepräsident des Kulturfonds der Mongolei.

## Werke
Erdene veröffentlichte seit 1949 Gedichte, die er 1956 und 1957 gesammelt herausgab. Doch bereits in dieser Zeit wandte er sich der Kurzprosa zu. Nach dem Erzählungsband „Die Leute vom Salchityn Gol“ (1955), der noch künstlerische Schwächen aufwies, fanden die Bände „Nach einem Jahr“ (1959), „Als der Frühling kam“ (1959, Titel-E. dt. 1979), „Chongor dsul“ (1961), „Diesseits des Horizonts“ (1962) und „Staub unter den Hufen“ (1964, Titel-E. dt. 1983) große Anerkennung und eine breite Leserschaft. Diese Erzählungen zeichnen sich durch eine poetische Diktion, psychologisch genaue und sensible Charaktergestaltung sowie durch meisterhafte, koloritreiche Sprache aus. Welche Kraft die Liebe freisetzen kann, gestaltet der Dichter in Erzählungen wie „Chulan und ich“ (1960, dt. 1976) und „Chulan und Zamba“ (1967, dt. 1983). Oft zeichnet er Menschen, die hohe moralische Ansprüche an das Leben, aber auch Träume haben, so in „Die Maschine zum Paradies“ (1962), „Einsamkeit“ (1964, dt. 1983) und „Hass“ (1964). Mitunter verwendet Erdene dabei die Ich-Form, um eine Identifikation des Lesers mit dem Protagonisten zu fördern, so in „Salut“ (1963, dt. 1976), in „Meine lieben Schwalben“ (1965, dt. 1979) und in „Sonnenkraniche“ (als E.-Bd. 1972, Titel-E. dt. 1979), deren Helden die Unbeschwertheit der Kindheit hinter sich lassen. In anderen Erzählungen schildert er oft eindrucksvoll Traditionen und Lebensgewohnheiten der Mongolen und ihr schweres Ringen mit den Unbilden der Natur (u. a. „Wenn sich die Menschen streiten, weinen die Bäume“, 1963, dt. 1983). Auch Erzählungsbände wie „Der Tagesstern“ (1969) und „Blaue Berge“ (1981) sowie die Erzählungen „Der alte Vogel“ (1970, dt. 1979) und „Der Sohn“ (1976, dt. 1979) fanden breite Anerkennung.
Während Erdene besonders in seinen frühen Erzählungen die von Daschdordschiin Natsagdordsch begründete Tradition der „lyrischen Miniatur“ in Prosa fortsetzte, widmete er sich seit den 1970er Jahren vor allem der „langen Erzählung“, als deren Meister er neben Dembeegiin Mjagmar gilt. Hier sei besonders “Die Frau des Jägers” (1971, dt. 1979) – eine der schönsten Erzählungen der mongolischen Literatur – genannt, in der traditionelle Elemente des Mythologischen eindrucksvoll mit der Alltagsrealität verschmelzen. Auch die Erzählungen „Die Oase“ (1972, dt. 1979) und „Die Zeit, glücklich zu sein“ (1976, dt. 1979) sind bemerkenswerte Versuche, neue Themen aufzugreifen. Der bewegten mongolischen Geschichte der 1920er und 1930er Jahre wandte sich Erdene im Erzählzyklus „Das Jahr der blauen Maus“ (1970) – „Semdshüüdej“ (1980) – „Sommer der Frauen“ (1979) zu. Vor allem die große Erzählung „Das Ende des Serüün-Tempels“ (1980, dt. 2009) ist als Durchbruch auf dem Weg zur differenzierten künstlerischen Aufarbeitung der Stalinistischen Ära in der Mongolei zu werten. Weitere bedeutende Erzählungen, in denen Erdenes humanistische Konzeption deutlich wird, sind unter anderen „Die Steppe“ (1981) und „Der Tempel“ (1992), in der sich der Erzähler seiner Begegnungen mit drei Frauen – einer Mongolin, einer Russin und einer Deutschen – erinnert.
Als Romancier trat Erdene erst spät hervor. Sein erster Roman „Der Lebenskreis“ (1983) trägt stark autobiographische und teilweise reflektierend-essayistische Züge und kann als Hauptwerk des Dichters gelten. In ihm bekennt er sich zum Menschen als Individuum mit geistiger und emotionaler Souveränität. In seinem zweiten Roman „Dsanabadsar“ (1989) widmet sich Erdene der widerspruchsvollen Gestalt des ersten Jebtsundamba Khutukhtus, dem Oberhaupt des Buddhismus in der Mongolei, eines bedeutenden Gelehrten und Meisters der buddhistischen Skulptur, während „Wir sehen uns wieder im nächsten Leben“ (1993) die Vernichtungskampagne gegen die Burjaten nach 1937 thematisiert.
Neben Theaterstücken, Reiseskizzen und Essays schrieb Erdene auch Film-Erzählungen, so für den auch in der DDR oft gespielten Märchenfilm „Die goldene Jurte“ (1961).
Der durch zahlreiche Übersetzungen international bekannteste mongolische Erzähler starb im Januar 2000. Mit seinem umfangreichen Werk gab er (neben Dembeegiin Mjagmar und Lodongiin Tüdew) entscheidende künstlerische Impulse für die nachfolgende mongolische Erzählergeneration, die durch Autoren wie Darmaagiin Batbajar (* 1941), Sandschiin Pürew (* 1941), Dalchaagiin Norow (* 1951), Pürewdschawyn Bajarsaichan (1959–2007), Dordschzowdyn Enchbold (* 1959) und auch Galsan Tschinag vertreten wird.

## Übersetzungen
- in: Erkundungen. 20 mongolische Erzählungen, (Ost-) Berlin 1976
- S. Erdene, Sonnenkraniche, (Erzählungen)(Ost-) Berlin 1979 (übers. Renate Bauwe)
- S. Erdene, Herdenstaub, Ulan Bator 1983 (übers. von Galsan Tschinag)
- S. Erdene, Die Frau des Jägers, Das Ende des Serüün-Tempels. Übersetzt und herausgegeben von Renate Bauwe. Deutschland Verlag: Books on Demand ISBN 978-3-8370-3844-6, 132 Seiten, 1. Auflage vom 9. April 2009